# Henry Woodward (explorateur)
Pour les articles homonymes, voir Henry Woodward.
Né en Virginie en 1643, le docteur Henry Woodward fut un scientifique et explorateur anglais et dès l'âge de 27 ans l'un des grands négociants de la traite des Amérindiens de Caroline, dans les années 1670 et 1680, sous la supervision des gouverneurs de l'époque, Joseph West et John Yeamans. Il a fondé les premières grandes plantations de riz de Caroline du Sud.

## Biographie
Après des études de chirurgie à Londres, Henry Woodward s'installe à la Barbade où il est repoussé par la femme qu'il désire, Marie Godfrey, la fille d'un riche négociant barbadien.
Il arrive pour la première fois en Caroline en 1666 lors d'une mission de reconnaissance de la côte menée par Robert Sanford, qui le mène jusqu'à Port Royal de Caroline, où il décide de rester parmi les Indiens pour apprendre leur langage. Il est arrêté par les espagnols qui l'emprisonnent à St. Augustine, capitale de la floride espagnole, mais en 1668 l'action du corsaire William Searle lui permet de s'échapper, ainsi que tous les autres prisonniers anglais.
À partir de cet épisode, il devient un atout recherché par les huit Lord propriétaires de Caroline, en raison de sa connaissance du littoral et des Indiens, et il participe en 1670 à la fondation de la colonie de Charleston, où il signe à partir de 1674 des contrats importants pour l'achat de captifs avec les tribus d'Indiens Westos. Les huit Lord propriétaires de Caroline, qui ont conservé le monopole des relations commerciales avec les Indiens situés à une certaine distance de la colonie de Charleston, en font leur agent commercial privilégié.
Il est réputé parler au moins cinq dialectes amérindiens différents et l'un des huit Lord propriétaires de Caroline, Anthony Ashley-Cooper (1er comte de Shaftesbury), fait appel à lui en octobre 1674 lorsqu'une dizaine d'indiens Westos s'approche de sa plantation Saint-Gilles et l'invitent à les rejoindre dans leurs territoires pour parler affaires, ce qui lui permet de multiplier les contacts avec eux et signer un traité de commerce pour la commercialisation des peaux.
En 1680, il recrute près de 300 Amérindiens pour attaquer les colonies espagnoles et s'emparer d'esclaves, l'année où les Westos subissent cependant une défaite face à la tribu des Savannahs.